# Caleb Flaxey
Caleb Flaxey (n. 30 august 1983, Scarborough⁠(d), Ontario, Canada) este un jucător de golf ce a reprezentat Canada, medaliat olimpic. A participat la o ediție a Jocurilor Olimpice (2014) în care a câștigat o medalie de aur.

## Participări
Lista de mai jos prezintă principalele competiții la care a participat Caleb Flaxey de-a lungul carierei.
- curling at the 2014 Winter Olympics – men's tournament[*]